# Leon Vita Saraval

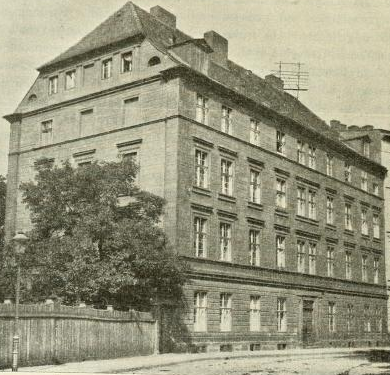
Miejsce przechowywania księgozbioru Saravala w okresie 1854 - 1939 - gmach żydowskiego seminarium teologicznego we Wrocławiu przy ul. Włodkowica 14 w roku 1904

Leon Vita Saraval (ur. 1771, zm. 1851) – żydowski kupiec i kolekcjoner ksiąg żydowskich, aktywny w Trieście. 
Saraval był bogatym kupcem działającym w Trieście, ponadto kierował w tym mieście szkołą żydowską w czwartej dekadzie XIX w. Był też bibliofilem, zbierającym księgi autorów żydowskich. 
Syn odziedziczył po nim księgozbiór obejmujący 48 inkunabuły z XV wieku oraz ponad 1440 innych pozycji, w tym rękopisów (z czasów antyku i średniowiecza) oraz rzadkich wydań drukowanych. Przeważały w nim prace na tematy judaistyczne i filozoficzne, ale były też publikacje świeckie: poezje i opracowania geograficzne autorów żydowskich. W 1854 r. księgozbiór ten kupił historyk Heinrich Graetz dla biblioteki Żydowskiego Seminarium Teologicznego we Wrocławiu. Pozyskane w ten sposób księgi były w następnych latach podstawą badań uczonych, głównie z seminarium, oprócz Graetza pracowali na nich także Abraham Berliner, Marcus Brann, Zacharias Frankel, Abraham Geiger i David Kaufmann. 
Zbiory biblioteczne seminarium skonfiskowały władze hitlerowskie (w 1938 lub w 1939) i umieściły w Berlinie, skąd w 1943 ewakuowano je do kilku innych miast, w efekcie czego księgozbiór Saravala uległ rozproszeniu. Po wojnie zidentyfikowano jego fragmenty w Nowym Jorku, Warszawie, Moskwie i praskiej bibliotece w Klementinum. Ta ostatnia instytucja zwróciła w 2004 posiadane przez siebie egzemplarze (6 inkunabułów, 34 rękopisy) i odtąd są one depozytem wrocławskiej gminy żydowskiej przechowywanym w bibliotece uniwersyteckiej. 